# Anolis osa
Anolis osa (оський аноліс) — вид ігуаноподібних ящірок родини анолісових (Dactyloidae). Ендемік Коста-Рики.

## Поширення і екологія
Оські аноліси мешкають на півострові Оса на заході Коста-Рики. Вони живуть у вологих тропічних лісах, на висоті до 550 м над рівнем моря.